# غمينا كارزيو
 غمينا كاركزيو هي غمينا حضرية-ريفية (منطقة إدارية) في مقاطعة اوتووك, محافظة مازوفيا في الوسط الشرقي لبولندا. عاصمتها هي مدينة كارزيو, التي تقع على بعد حوالي 4 كيلومتر (2 ميل) إلى الجنوب من اوتووك و 23 كيلومتر (14 ميل) إلى الجنوب الشرقي من مدينة وارسو.
الغمينا تغطي مساحة 81.49 كيلومتر مربع (31.5 ميل2) ، اعتبارا من عام 2006 مجموع السكان هو 15,919 (سكان كارزيو البالغ عددهم 10,396 ، وسكان الريف التي هي جزء من الغامينات هو 5,523).
الغمينا تحتوي على منطقة محمية تسمى  حديقة المناظر الطبيعية لمازوفيا